# Parafia wojskowa św. s. Faustyny Kowalskiej w Nisku
Parafia wojskowa pod wezwaniem świętej siostry Faustyny Kowalskiej w Nisku – rzymskokatolicka parafia wojskowa, znajdująca się w Nisku. Podlega pod Ordynariat Polowy Wojska Polskiego, a należy do Dekanatu Inspektoratu Wsparcia Sił Zbrojnych. Erygowana 1 marca 2015. Jej proboszczem od 1 lipca 2015 jest ks. ppłk Szczepan Madoń. Znajduje się ona przy ulicy Sandomierskiej 20 w Nisku, przy JW 3538. 